# Tensilontest
Der Tensilontest dient der pharmakologischen Diagnostik bestimmter Muskelerkrankungen, insbesondere der Myasthenia gravis.

## Wirkweise
Tensilon (Edrophoniumchlorid) ist ein Wirkstoff, welcher zu den kurzwirksamen Cholinesterasehemmern gehört. Wird die Cholinesterase gehemmt, so führt dies zu einem Anstieg der Acetylcholinkonzentration, z. B. im synaptischen Spalt der neuromuskulären Endplatte. Dadurch können Nervensignale deutlicher auf den Muskel übertragen werden.

## Myasthenia gravis
Bei der Myasthenia gravis ist die Überleitung der Nervensignale auf den Muskel gestört und wird bei wiederholten Bewegungsreizen rasch schwächer. Lässt man zum Beispiel einen Patienten mit Myasthenia gravis die Augen ca. 20-30 mal öffnen und schließen, so wird der Lidheber immer schwächer, und man kann ein Herabhängen der oberen Augenlider (Ptose) beobachten.
Verabreicht man dem Patienten nun Tensilon intravenös, wird die Überleitung der Nervensignale von den Nervenenden zum Muskel gestärkt. Lässt man ihn erneut die Augen 20-30 mal öffnen und schließen kann man eine deutliche Verbesserung der Ptose beobachten; der Tensilontest ist positiv. Eine andere Form der Durchführung besteht darin, den Patienten eine längere Zeit nach oben blicken zu lassen ohne dabei den Kopf zu heben (Simpson-Test). Im positiven Falle resultiert daraus ein ermüdungsbedingtes, langsames Herabsinken des Oberlides, welches nach Gabe von Tensilon nicht mehr feststellbar ist.
Wendet man den Tensilontest bei einem Patienten mit Verdacht auf eine Myasthenia gravis an, und fällt er positiv aus, ist das Vorliegen einer Myasthenie wahrscheinlich. Allerdings sind andere Muskelerkrankungen differentialdiagnostisch auszuschließen. So kann ein Tensilontest z. B. auch beim Lambert-Eaton-Syndrom positiv sein.
Tensilon eignet sich aufgrund unerwünschter Wirkungen an zahlreichen anderen Stellen im Körper (Asthmaanfall, Bradykardie) nicht zur Therapie einer Myasthenie. Auch ist bei Patienten mit bestimmten Vorerkrankungen Vorsicht geboten, so z. B. bei Herz-Kreislauferkrankungen.